# Centre des nouvelles industries et technologies
Il Centre des nouvelles industries et technologies (CNIT), è il primo edificio costruito a La Défense, a ovest di Parigi. 
La sua forma caratteristica è dovuta al lotto triangolare che occupa, in sostituzione delle vecchie fabbriche Zodiac, sul territorio di Puteaux. Costruito nel 1958, il CNIT ha subito due ristrutturazioni, completate nel 1988 e nel 2009. È gestito dalla società Viparis.